# 維耶茲河
46°15′26″N 6°58′44″E / 46.25714°N 6.97897°E

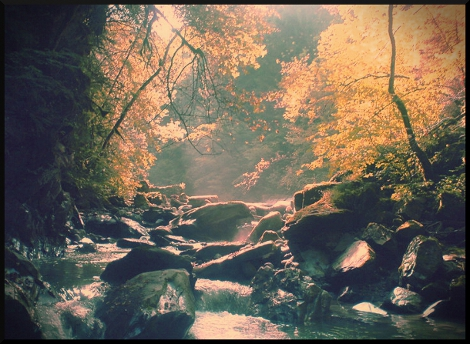

維耶茲河是瑞士的河流，位於該國西南部，流經瓦萊州，屬於羅訥河的左支流，河道全長22公里，流域面積143平方公里，河口處在蒙泰附近。